# مهرجان كان السينمائي 1970
مهرجان كان السينمائي لعام 1970 هو الدورة الـ23 للمهرجان عُقد في 2 إلى 16 مايو من عام 1970، حصل فيلم «MASH» للمخرج الأمريكي روبرت ألتمان على السعفة الذهبية للمهرجان.